# District de garde de Takeshiki
Le district de garde de Takeshiki (竹敷要港部, Takeshiki Yōkōbu) est une base navale de la marine impériale japonaise située dans l'ancienne ville de Mitsushima (美津島町)  (aujourd'hui dans l'actuelle Tsushima), sur l'île de Tsushima, durant la guerre russo-japonaise.  Le district était responsable du contrôle du stratégique détroit de Corée qui sépare le Japon du continent asiatique. Le site est dissous en 1912.

## Histoire
Les districts de garde (警備府, Keibifu) étaient des bases navales de second niveau, similaires aux districts navals (鎮守府) de premier niveau, avec des docks, des dépôts de carburant et généralement un chantier naval ou une école de formation. Ils étaient établis sur les couloirs maritimes stratégiques ou les villes portuaires importantes dans un but défensif. Dans le concept, un district de garde est similaire à celui des Sea Frontier (en) de la marine américaine. Le district maintenait une petite garnison de navires des forces de débarquement de la marine impériale japonaise (en) qui recevait directement ses ordres du commandant du district naval, et accueillait des détachements des nombreuses flottes assignées temporairement au district.
Le port de Takeshiki sur l'île de Tsushima est sélectionné le 1er avril 1896 pour devenir une zone de transit avancée et une station de stockage sous le commandement du district naval de Sasebo. En janvier 1904, avec le déclenchement de la guerre russo-japonaise et comme le site est particulièrement proche des combats près de Port Arthur, la base est considérablement agrandie avec l'ajout d'un hôpital militaire et d'installations de réparations navales. Cependant, après la fin de la guerre et l'annexion de la Corée, la base perd son importance stratégique. Elle est fermée le 30 septembre 1912, et la plupart de ses fonctions sont transférées au district de garde de Ryojun dans le territoire du Guandong en Chine.